# 69 Tage Hoffnung
69 Tage Hoffnung (Originaltitel: The 33) ist ein 2015 produzierter amerikanisch-chilenischer Katastrophenfilm, der das Grubenunglück von San José vom August 2010 zum Thema hat. Der Film feierte am 6. August 2015 in Chile seine Premiere. In Deutschland und Österreich kam er ein halbes Jahr später am 11. Februar 2016 in die Kinos.

## Handlung
33 Bergleute fahren am 5. August 2010 in die Mina San José ein, um ihrer gefährlichen Arbeit nachzugehen. Ein Gebirgsschlag schließt sie plötzlich unter Tage ein. Gefangen auf engstem Raum mit nur wenig Nahrungsmitteln beginnt für die Männer ein Kampf ums Überleben. Über Tage kämpfen ihre Angehörigen für die Fortsetzung der Suche nach den Männern. Angesichts des Medienechos engagiert sich auch die Politik und der junge Minister Laurence Golborne übernimmt die Leitung des Krisenstabs.
69 Tage Bangen liegen sowohl vor den Männern in der Grube wie den Angehörigen in der Atacamawüste.

## Hintergrundinformationen
Mit einem Budget von 25 Millionen US-Dollar kostengünstig produziert, fanden die Dreharbeiten im Winter 2013/2014 zum Teil an Originalschauplätzen in Chile, aber auch in Kolumbien statt. Die Grube, die im Film zu sehen ist, befindet sich in der kolumbianischen Provinz Cundinamarca.
Wenngleich der Film in vielen Darstellungen sehr akkurat ist, wurden manche Begebenheiten, die in der Wirklichkeit auf andere Bergleute zutreffen, auf einige wenige Hauptcharaktere vereint. So wird im Film geschildert, dass Mario Sepúlveda eine fußballspielende Tochter habe oder dass Jessica Vega zum Zeitpunkt der Katastrophe schwanger gewesen sei. Beides trifft nicht zu. Auch zeigt der Film Álex Vega als den Bergmann, der als Erster das Tageslicht wieder erblickt; in Wahrheit war Vega der zehnte Gerettete.
Für die Rolle der María Segovia war ursprünglich Jennifer Lopez vorgesehen, doch musste sie kurz vor Drehbeginn dem Team aus Termingründen absagen, und Juliette Binoche wurde verpflichtet.
69 Tage Hoffnung ist der letzte Film, zu dem James Horner die Musik komponierte. Er starb 2015. Das Drehbuch stützt sich auf die umfassende Recherche des US-amerikanischen Investigativschriftstellers Héctor Tobar in seinem Buch Deep Down Dark: The Untold Stories of 33 Men Buried in a Chilean Mine and the Miracle That Set Them Free sowie auf die auch auf Deutsch erschienene Autobiografie des Bergmanns José Henriquez 70 Tage unter der Erde.
An der Premiere in Santiago de Chile nahmen neben den meisten Hauptdarstellern, darunter Antonio Banderas und Juliette Binoche, auch im Film dargestellte Persönlichkeiten wie Präsident Sebastián Piñera und der ehemalige Bergbauminister Laurence Golborne sowie viele der 33 Bergleute teil.